# Trichotosia gjellerupii
Trichotosia gjellerupii là một loài thực vật có hoa trong họ Lan. Loài này được W.Kittr. miêu tả khoa học đầu tiên năm 1984.